# Rad-Weltcup der Frauen 2000
Der Rad-Weltcup der Frauen 2000 war die 3. Austragung des Rad-Weltcups der Frauen, einer seit der Saison 1998 vom Weltradsportverband UCI ausgetragenen Serie der wichtigsten Eintagesrennen im Straßenradsport der Frauen. Die Fahrerinnenwertung gewann die Litauerin Diana Žiliūtė.
| Rennen                                       | Erste             | Zweite               | Dritte          |
| -------------------------------------------- | ----------------- | -------------------- | --------------- |
| Canberra                                     | Anna Wilson       | Mirella van Melis    | Mirjam Melchers |
| Primavera Rosa                               | Diana Žiliūtė     | Ina-Yoko Teutenberg  | Giovanna Troldi |
| La Flèche Wallonne                           | Geneviève Jeanson | Pia Sundstedt        | Fany Lecourtois |
| Coupe du Monde Cycliste Féminine de Montréal | Pia Sundstedt     | Fabiana Luperini     | Diana Žiliūtė   |
| First Union Liberty Classic                  | Petra Rossner     | Diana Žiliūtė        | Vera Hohlfeld   |
| Rotterdam Tour                               | Chantal Beltman   | Leontien van Moorsel | Gulnara Iwanowa |
| Embrach                                      | Pia Sundstedt     | Fabiana Luperini     | Mirjam Melchers |
| Endstand Gesamtwertung                       | Diana Žiliūtė     | Pia Sundstedt        | Mirjam Melchers |